# Новий Сабиниан
Новий Сабиниан (на латински: Novius Sabinianus) е политик и сенатор на Римската империя през 2 век.
През 160 г. той е суфектконсул заедно с неизвестен колега.